# Ambrózy András
Ambrózy András, Ambrosi András (Alsókubin, ? – Nagypalugya, 1770) evangélikus lelkész és szlovák nyelvű énekköltő.

## Élete
Lestinán, Késmárkon és Pozsonyban tanult; azután a Zay grófoknál volt udvari lelkész Podluzsányban 1745-től; onnan Nyitraszerdahelyre és 1759-ben Nagypalugyára hívták meg, ahol haláláig élt.

## Művei
- A Tranowsky-féle „Cithara"-t és más énekes könyveket gyarapította verseivel.
- 1758 Auxilio altissimi! Pozsony.